# 2015–2016-os angol labdarúgó-ligakupa
A 2015–2016-os angol labdarúgó-ligakupa, vagy más néven Capital One Cup az Angol Ligakupa 56. szezonja; egy kieséses rendszerű kiírás Anglia és Wales 92 profi labdarúgócsapata számára. A győztes a 2016–2017-es Európa-liga harmadik selejtezőkörében indulhat, ha nem került be egyik európai kupasorozatba sem. A címvédő a Chelsea, akik a 2014–15-ös szezonban történetük során ötödik alkalommal hódították el a kupát.

## Első kör
Az első kört 2015. június 16-án sorsolták ki, 72 csapat 36 mérkőzést játszott augusztus elején. Zárójelben a csapatok osztályai találhatóak.
| 2015. augusztus 11. 20:45 CEST |

| Accrington Stanley (4)                        | 2–2 (h. u.) | Hull City (2)                                |
| --------------------------------------------- | ----------- | -------------------------------------------- |
| Crooks 105' Gornell 115'                      | Jegyzőkönyv | Akpom 92' Luer 108'                          |
| Büntetőpárbaj                                 |             |                                              |
| Mingoia Windass Kee McConville Gornell Crooks | 3–4         | Luer Maguire Huddlestone Akpom Meyler Davies |

| Crown Ground, Accrington Nézőszám: 2,118 Játékvezető: David Webb |

| 2015. augusztus 11. 20:45 CEST |

| Blackburn Rovers (2) | 1–2         | Shrewsbury Town (3)    |
| -------------------- | ----------- | ---------------------- |
| Lawrence 30'         | Jegyzőkönyv | Collins 9' Barnett 32' |

| Ewood Park, Blackburn Nézőszám: 5,280 Játékvezető: Geoff Eltringham |

| 2015. augusztus 11. 20:45 CEST |

| Brentford (2) | 0–4         | Oxford United (4)                           |
| ------------- | ----------- | ------------------------------------------- |
|               | Jegyzőkönyv | Sercombe 5' Hylton 9' Roofe 12' Mullins 54' |

| Griffin Park, Brentford, London Nézőszám: 5,177 Játékvezető: Lee Collins |

| 2015. augusztus 11. 20:45 CEST |

| Bristol Rovers (4) | 1–2         | Birmingham City (2)     |
| ------------------ | ----------- | ----------------------- |
| Harrison 65'       | Jegyzőkönyv | Maghoma 57' Shinnie 68' |

| Memorial Stadium, Bristol Nézőszám: 5,650 Játékvezető: Andy Davies |

| 2015. augusztus 11. 20:45 CEST |

| Cardiff City (2) | 1–0         | AFC Wimbledon (4) |
| ---------------- | ----------- | ----------------- |
| Noone 45'        | Jegyzőkönyv |                   |

| Cardiff City Stadium, Cardiff, Wales Nézőszám: 6,314 Játékvezető: Brendan Malone |

| 2015. augusztus 11. 20:45 CEST |

| Carlisle United (4)       | 3–1 (h. u.) | Chesterfield (3) |
| ------------------------- | ----------- | ---------------- |
| Ibehre 75' 108' Osei 120' | Jegyzőkönyv | Dieseruvwe 84'   |

| Brunton Park, Carlisle Nézőszám: 2,950 Játékvezető: Sebastian Stockbridge |

| 2015. augusztus 11. 20:45 CEST |

| Charlton Athletic (2)                                    | 4–1         | Dagenham & Redbridge (4) |
| -------------------------------------------------------- | ----------- | ------------------------ |
| Watt 26' Ahearne-Grant 40' Bergdich 57' Gucsannezsád 77' | Jegyzőkönyv | Doidge 69'               |

| The Valley, Charlton, London Nézőszám: 5,100 Játékvezető: Stuart Attwell |

| 2015. augusztus 11. 20:45 CEST |

| Colchester United (3) | 0–1 (h. u.) | Reading (2) |
| --------------------- | ----------- | ----------- |
|                       | Jegyzőkönyv | Gunter 115' |

| Colchester Community Stadium, Colchester Nézőszám: 2,706 Játékvezető: Darren Drysdale |

| 2015. augusztus 11. 20:45 CEST |

| Fleetwood Town (3) | 0–1         | Hartlepool United (4) |
| ------------------ | ----------- | --------------------- |
|                    | Jegyzőkönyv | Paynter 58'           |

| Highbury Stadium, Fleetwood Nézőszám: 1,892 Játékvezető: Gary Sutton |

| 2015. augusztus 11. 20:45 CEST |

| Huddersfield Town (2) | 1–2         | Notts County (4) |
| --------------------- | ----------- | ---------------- |
| Wallace 35'           | Jegyzőkönyv | Noble 42' 56'    |

| John Smith's Stadium, Huddersfield Játékvezető: Jeremy Simpson |

| 2015. augusztus 11. 20:45 CEST |

| Ipswich Town (2)      | 2–1         | Stevenage (4) |
| --------------------- | ----------- | ------------- |
| Yorwerth 55' Tabb 76' | Jegyzőkönyv | Berra 34'     |

| Portman Road, Ipswich Nézőszám: 10,449 Játékvezető: Frederick Graham |

| 2015. augusztus 11. 20:45 CEST |

| Luton Town (4)              | 3–1         | Bristol City (2) |
| --------------------------- | ----------- | ---------------- |
| Marriott 44' 63' Benson 59' | Jegyzőkönyv | Robinson 71'     |

| Kenilworth Road, Luton Nézőszám: 3,948 Játékvezető: James Linington |

| 2015. augusztus 11. 20:45 CEST |

| Millwall (3) | 1–2 (h. u.) | Barnet (4)                        |
| ------------ | ----------- | --------------------------------- |
| Morison 76'  | Jegyzőkönyv | Akinde 11' (11-esből) Yiadom 102' |

| The Den, Bermondsey, London Nézőszám: 4,454 Játékvezető: Andrew Madley |

| 2015. augusztus 11. 20:45 CEST |

| Milton Keynes Dons (2) | 2–1         | Leyton Orient (4) |
| ---------------------- | ----------- | ----------------- |
| Baudry 90' Baker 90+2' | Jegyzőkönyv | Lewington 36'     |

| Stadium mk, Milton Keynes Nézőszám: 5,444 Játékvezető: Simon Hooper |

| 2015. augusztus 11. 20:45 CEST |

| Morecambe (4) | 0–1         | Sheffield United (3) |
| ------------- | ----------- | -------------------- |
|               | Jegyzőkönyv | Collins 90+3'        |

| Globe Arena, Morecambe Nézőszám: 2,168 Játékvezető: Stephen Martin |

| 2015. augusztus 11. 20:45 CEST |

| Northampton Town (4)                      | 3–0         | Blackpool (3) |
| ----------------------------------------- | ----------- | ------------- |
| Hackett 20' Calvert-Lewin 24' Hoskins 29' | Jegyzőkönyv |               |

| Sixfields Stadium, Northampton Nézőszám: 2,549 Játékvezető: James Adcock |

| 2015. augusztus 11. 20:45 CEST |

| Nottingham Forest (2)      | 3–4         | Walsall (3)                                 |
| -------------------------- | ----------- | ------------------------------------------- |
| Walker 32' Antonio 81' 90' | Jegyzőkönyv | Bradshaw 11' 14' 90' (11-esből) Sawyers 79' |

| City Ground, Nottingham Nézőszám: 5,237 Játékvezető: Darren Handley |

| 2015. augusztus 11. 20:45 CEST |

| Peterborough United (3)    | 2–0         | Crawley Town (4) |
| -------------------------- | ----------- | ---------------- |
| Washington 2' Maddison 49' | Jegyzőkönyv |                  |

| London Road Stadium, Peterborough Nézőszám: 2,500 Játékvezető: Rob Lewis |

| 2015. augusztus 11. 20:45 CEST |

| Plymouth Argyle (4) | 1–2         | Gillingham (3)            |
| ------------------- | ----------- | ------------------------- |
| Tanner 78'          | Jegyzőkönyv | Dack 85' Hessenthaler 87' |

| Home Park, Plymouth Nézőszám: 5,120 Játékvezető: Kevin Johnson |

| 2015. augusztus 11. 20:45 CEST |

| Port Vale (3) | 1–0         | Burnley (2) |
| ------------- | ----------- | ----------- |
| Moore 82'     | Jegyzőkönyv |             |

| Vale Park, Burslem Nézőszám: 4,634 Játékvezető: Trevor Kettle |

| 2015. augusztus 11. 20:45 CEST |

| Rochdale (3)                           | 1–1 (h. u.) | Coventry City (3)               |
| -------------------------------------- | ----------- | ------------------------------- |
| McDermott 45'                          | Jegyzőkönyv | Tudgay 84'                      |
| Büntetőpárbaj                          |             |                                 |
| Rose Henderson Kennedy Rafferty Andrew | 5–3         | Tudgay Morris Maddison Lameiras |

| Spotland Stadium, Rochdale Nézőszám: 1,986 Játékvezető: Eddie Ilderton |

| 2015. augusztus 11. 20:45 CEST |

| Rotherham United (2) | 1–0         | Cambridge United (4) |
| -------------------- | ----------- | -------------------- |
| Bowery 45'           | Jegyzőkönyv |                      |

| New York Stadium, Rotherham Nézőszám: 4,568 Játékvezető: Christopher Sarginson |

| 2015. augusztus 11. 20:45 CEST |

| Scunthorpe United (3)                                          | 1–1 (h. u.) | Barnsley (3)                                                  |
| -------------------------------------------------------------- | ----------- | ------------------------------------------------------------- |
| Madden 52' (11-esből)                                          | Jegyzőkönyv | Scowen 47' (11-esből)                                         |
| Büntetőpárbaj                                                  |             |                                                               |
| Madden Hopper Adelakun Laird Bishop Van Veen Mirfin McAllister | 6–7         | Winnall Hourihane Scowen Mawson Roberts Pearson Nyatanga Bree |

| Glanford Park, Scunthorpe Nézőszám: 3,003 Játékvezető: Graham Salisbury |

| 2015. augusztus 11. 20:45 CEST |

| Sheffield Wednesday (2)                | 4–1         | Mansfield Town (4) |
| -------------------------------------- | ----------- | ------------------ |
| João 13' Semedo 19' Lee 53' Sougou 84' | Jegyzőkönyv | Tafazolli 45'      |

| Hillsborough Stadium, Sheffield Nézőszám: 14,021 Játékvezető: Mark Brown |

| 2015. augusztus 11. 20:45 CEST |

| Southend United (3) | 0–1         | Brighton & Hove Albion (2) |
| ------------------- | ----------- | -------------------------- |
|                     | Jegyzőkönyv | LuaLua 90+3'               |

| Roots Hall, Southend Nézőszám: 4,485 Játékvezető: Iain Williamson |

| 2015. augusztus 11. 20:45 CEST |

| Swindon Town (3) | 1–2         | Exeter City (4)          |
| ---------------- | ----------- | ------------------------ |
| Obika 65'        | Jegyzőkönyv | Nicholls 37' Wheeler 42' |

| County Ground, Swindon Nézőszám: 4,693 Játékvezető: Charles Breakspear |

| 2015. augusztus 11. 20:45 CEST |

| Wigan Athletic (3)   | 1–2         | Bury (3)                     |
| -------------------- | ----------- | ---------------------------- |
| Grigg 46' (11-esből) | Jegyzőkönyv | L. Clarke 63' 89' (11-esből) |

| DW Stadion, Wigan Nézőszám: 5,484 Játékvezető: Mark Heywood |

| 2015. augusztus 11. 20:45 CEST |

| Wolverhampton Wanderers (2)    | 2–1         | Newport County (4) |
| ------------------------------ | ----------- | ------------------ |
| Dicko 16' Afobe 58' (11-esből) | Jegyzőkönyv | Boden 6'           |

| Molineux Stadium, Wolverhampton Nézőszám: 9,586 Játékvezető: Darren Bond |

| 2015. augusztus 11. 20:45 CEST |

| Wycombe Wanderers (4) | 0–1         | Fulham (2)     |
| --------------------- | ----------- | -------------- |
|                       | Jegyzőkönyv | Kačaniklić 69' |

| Adams Park, High Wycombe Nézőszám: 4,012 Játékvezető: Gavin Ward |

| 2015. augusztus 11. 20:45 CEST |

| Yeovil Town (4) | 0–3         | Queens Park Rangers (2)                   |
| --------------- | ----------- | ----------------------------------------- |
|                 | Jegyzőkönyv | Polter 16' Emmanuel-Thomas 20' Onouha 56' |

| Huish Park, Yeovil Nézőszám: 4,058 Játékvezető: Oliver Langford |

| 2015. augusztus 11. 20:45 CEST |

| York City (4)                                | 2–2 (h. u.) | Bradford City (3)            |
| -------------------------------------------- | ----------- | ---------------------------- |
| Summerfield 49' (11-esből) James Berrett 85' | Jegyzőkönyv | Routis 21' Hanson 90+4'      |
| Büntetőpárbaj                                |             |                              |
| Lowe Hyde Berrett Thompson Carson            | 4–2         | McMahon Morris Routis Hanson |

| Bootham Crescent, York Nézőszám: 4,201 Játékvezető: Mark Haywood |

| 2015. augusztus 11. 21:00 CEST |

| Bolton Wanderers (2) | 0–1         | Burton Albion (3) |
| -------------------- | ----------- | ----------------- |
|                      | Jegyzőkönyv | Palmer 87'        |

| Macron Stadium, Bolton Nézőszám: 5,842 Játékvezető: Richard Clark |

| 12 August 2015 20:45 CEST |

| Crewe Alexandra (3) | 1–3         | Preston North End (2)                        |
| ------------------- | ----------- | -------------------------------------------- |
| King 36'            | Jegyzőkönyv | Hugill 5' (11-esből) Keane 13' Brownhill 86' |

| Gresty Road, Crewe Nézőszám: 2,852 Játékvezető: Scott Duncan |

| 12 August 2015 20:45 CEST |

| Oldham Athletic (3) | 1–3         | Middlesbrough (2)            |
| ------------------- | ----------- | ---------------------------- |
| Philliskirk 90+3'   | Jegyzőkönyv | Wildschut 23' Stuani 41' 61' |

| Boundary Park, Oldham Nézőszám: 4,182 Játékvezető: Carl Boyeson |

| 12 August 2015 20:45 CEST |

| Portsmouth (4)         | 2–1         | Derby County (2) |
| ---------------------- | ----------- | ---------------- |
| McGurk 49' Chaplin 76' | Jegyzőkönyv | Shackell 73'     |

| Fratton Park, Portsmouth Nézőszám: 11,573 Játékvezető: Paul Tierney |

| 13 August 2015 20:45 CEST |

| Doncaster Rovers (3)             | 1–1 (h. u.) | Leeds United (2)            |
| -------------------------------- | ----------- | --------------------------- |
| Williams 31' (11-esből)          | Jegyzőkönyv | L. Cook 14'                 |
| Büntetőpárbaj                    |             |                             |
| Tyson Williams Forrester Wellens | 4–2         | Antenucci Murphy Byram Wood |

| Keepmoat Stadium, Doncaster Nézőszám: 8,361 Játékvezető: Keith Hill |

## Második kör
A második kört 2015. augusztus 13-án sorsolták ki. Az első körből továbbjutó 35 csapathoz csatlakoztak azok a Premier League-es csapatok, melyek előző szezonbeli eredményeik alapján nem indultak az európai kupasorozatokban és nem estek ki alacsonyabb osztályba, valamint a másodosztályból feljutó csapatok.
| 2015. augusztus 25. 20:45 CEST |

| Aston Villa (1)                                         | 5–3 (h. u.) | Notts County (4)                            |
| ------------------------------------------------------- | ----------- | ------------------------------------------- |
| Traoré 24' Sinclair 50' 78' (11-esből) 99' Bennett 111' | Jegyzőkönyv | Snijders 16' Stead 45' (11-esből) Burke 56' |

| Villa Park, Aston, Birmingham Nézőszám: 21,430 Játékvezető: Christopher Kavanagh |

| 2015. augusztus 25. 20:45 CEST |

| Walsall (3)            | 2–1         | Brighton & Hove Albion (2)         |
| ---------------------- | ----------- | ---------------------------------- |
| Lalkovič 65' Henry 86' | Jegyzőkönyv | Jake Forster-Caskey 39' (11-esből) |

| Bescot Stadium, Walsall Nézőszám: 2,968 Játékvezető: Peter Bankes |

| 2015. augusztus 25. 20:45 CEST |

| Crystal Palace (1)                                                  | 4–1 (h. u.) | Shrewsbury Town (3) |
| ------------------------------------------------------------------- | ----------- | ------------------- |
| Gayle 41' (11-esből) Murray 95' (11-esből) Cshongjong 97' Zaha 114' | Jegyzőkönyv | Tootle 9'           |

| Selhurst Park, South Norwood, London Nézőszám: 10,978 Játékvezető: Darren Bond |

| 2015. augusztus 25. 20:45 CEST |

| Sheffield Wednesday (2) | 1–0         | Oxford United (4) |
| ----------------------- | ----------- | ----------------- |
| Nuhiu 55'               | Jegyzőkönyv |                   |

| Hillsborough Stadium, Sheffield Nézőszám: 11,799 Játékvezető: David Webb |

| 2015. augusztus 25. 20:45 CEST |

| Portsmouth (4) | 1–2         | Reading (2)               |
| -------------- | ----------- | ------------------------- |
| Chaplin 40'    | Jegyzőkönyv | Blackman 64' McCleary 84' |

| Fratton Park, Portsmouth Nézőszám: 18,190 Játékvezető: Gavin Ward |

| 2015. augusztus 25. 20:45 CEST |

| Hartlepool United (4) | 0–4         | AFC Bournemouth (1)                          |
| --------------------- | ----------- | -------------------------------------------- |
|                       | Jegyzőkönyv | Kermorgant 30' Gosling 34' Stanislas 44' 64' |

| Victoria Park, Hartlepool Nézőszám: 4,890 Játékvezető: Carl Boyeson |

| 2015. augusztus 25. 20:45 CEST |

| Fulham (2)                       | 3–0         | Sheffield United (3) |
| -------------------------------- | ----------- | -------------------- |
| McCormack 62' (pen.) Dembélé 90' | Jegyzőkönyv |                      |

| Craven Cottage, London Nézőszám: 5,927 Játékvezető: Dean Whitestone |

| 2015. augusztus 25. 20:45 CEST |

| Milton Keynes Dons (2) | 2–1 (h. u.) | Cardiff City (2) |
| ---------------------- | ----------- | ---------------- |
| Baker 78' Murphy 108'  | Jegyzőkönyv | Revell 53'       |

| Stadium:MK, Milton Keynes Nézőszám: 5,617 Játékvezető: Tim Robinson |

| 2015. augusztus 25. 20:45 CEST |

| Hull City (2) | 1–0         | Rochdale (3) |
| ------------- | ----------- | ------------ |
| Luer 9'       | Jegyzőkönyv |              |

| KC Stadium, Kingston upon Hull Nézőszám: 10,430 Játékvezető: Mark Haywood |

| 2015. augusztus 25. 20:45 CEST |

| Sunderland (1)                                | 6–3         | Exeter City (4)                      |
| --------------------------------------------- | ----------- | ------------------------------------ |
| Rodwell 12' 64' Defoe 16' 39' 87' Watmore 78' | Jegyzőkönyv | Oyeleke 19' Wheeler 31' McCready 43' |

| Stadium of Light, Sunderland Nézőszám: 14,360 Játékvezető: Stuart Attwell |

| 2015. augusztus 25. 20:45 CEST |

| Bury (3)  | 1–4         | Leicester City (1)             |
| --------- | ----------- | ------------------------------ |
| Mayor 49' | Jegyzőkönyv | Dodoo 25' 86' 90' Kramarić 41' |

| Gigg Lane, Bury Nézőszám: 4,914 Játékvezető: Andrew Madley |

| 2015. augusztus 25. 20:45 CEST |

| Doncaster Rovers (3) | 1–4 (h. u.) | Ipswich Town (2)                                  |
| -------------------- | ----------- | ------------------------------------------------- |
| Williams 23'         | Jegyzőkönyv | Pitman 58' McGoldrick 102' Alabi 105' Fraser 113' |

| Keepmoat Stadium, Doncaster Nézőszám: 3,729 Játékvezető: Scott Duncan |

| 2015. augusztus 25. 20:45 CEST |

| Rotherham United (2) | 1–2         | Norwich City (1)               |
| -------------------- | ----------- | ------------------------------ |
| Green 80'            | Jegyzőkönyv | Howson 22' van Wolfswinkel 68' |

| New York Stadium, Rotherham Nézőszám: 5,648 Játékvezető: Kevin Wright |

| 2015. augusztus 25. 20:45 CEST |

| Swansea City (1)             | 3–0         | York City (4) |
| ---------------------------- | ----------- | ------------- |
| Dyer 2' Grimes 64' Emnes 88' | Jegyzőkönyv |               |

| Liberty Stadion, Swansea Nézőszám: 10,174 Játékvezető: James Adcock |

| 2015. augusztus 25. 20:45 CEST |

| Queens Park Rangers (2) | 1–2         | Carlisle United (4)     |
| ----------------------- | ----------- | ----------------------- |
| Emmanuel-Thomas 40'     | Jegyzőkönyv | Asamoah 37' Kennedy 79' |

| Loftus Road, London Nézőszám: 5,501 Játékvezető: James Linington |

| 2015. augusztus 25. 20:45 CEST |

| Peterborough United (3) | 1–4         | Charlton Athletic (2)                                           |
| ----------------------- | ----------- | --------------------------------------------------------------- |
| J Anderson 90'          | Jegyzőkönyv | Kennedy 3' Ahearne-Grant 53' (11-esből) Kaszhi 76' Vetokele 87' |

| London Road, Peterborough Nézőszám: 2,771 Játékvezető: Gary Sutton |

| 2015. augusztus 25. 20:45 CEST |

| Birmingham City (2) | 2–0         | Gillingham (3) |
| ------------------- | ----------- | -------------- |
| Thomas 35' 72'      | Jegyzőkönyv |                |

| St Andrew's, Birmingham Nézőszám: 9,275 Játékvezető: Graham Salisbury |

| 2015. augusztus 25. 20:45 CEST |

| Newcastle United (1)                             | 4–1         | Northampton Town (4)    |
| ------------------------------------------------ | ----------- | ----------------------- |
| Thauvin 3' de Jong 8' Janmaat 56' Williamson 63' | Jegyzőkönyv | Richards 10' (11-esből) |

| St James’ Park, Newcastle upon Tyne Nézőszám: 26,923 Játékvezető: David Coote |

| 2015. augusztus 25. 20:45 CEST |

| Wolverhampton Wanderers (2) | 2–1         | Barnet (4)  |
| --------------------------- | ----------- | ----------- |
| Enobokhare 3' Ojo 58'       | Jegyzőkönyv | Dembélé 76' |

| Molineux Stadium, Wolverhampton Nézőszám: 7,384 Játékvezető: Mark Heywood |

| 2015. augusztus 25. 20:45 CEST |

| Burton Albion (3) | 1–2 (h. u.) | Middlesbrough (2) |
| ----------------- | ----------- | ----------------- |
| Friend 24'        | Jegyzőkönyv | Stuani 70' 109'   |

| Pirelli Stadium, Burton upon Trent Nézőszám: 3,414 Játékvezető: Mark Brown |

| 2015. augusztus 25. 20:45 CEST |

| Luton Town (4)                                               | 1–1 (h. u.) | Stoke City (1)                                                  |
| ------------------------------------------------------------ | ----------- | --------------------------------------------------------------- |
| McGeehan 90'                                                 | Jegyzőkönyv | Walters 67'                                                     |
| Büntetőpárbaj                                                |             |                                                                 |
| Benson McGeehan Lee Wilkinson Hall O'Donnell Smith Griffiths | 7–8         | Walters Joselu Bardsley Sidwell Wilson Diouf Wollscheid Cameron |

| Kenilworth Road, Luton Nézőszám: 6,099 Játékvezető: Paul Tierney |

| 2015. augusztus 25. 20:45 CEST |

| Preston North End (2) | 1–0         | Watford (1) |
| --------------------- | ----------- | ----------- |
| Vermijl 8'            | Jegyzőkönyv |             |

| Deepdale, Preston Nézőszám: 6,250 Játékvezető: Stephen Martin |

| 2015. augusztus 25. 21:00 CEST |

| West Bromwich Albion (1)                 | 0–0 (h. u.) | Port Vale (3)                    |
| ---------------------------------------- | ----------- | -------------------------------- |
|                                          | Jegyzőkönyv |                                  |
| Büntetőpárbaj                            |             |                                  |
| Lambert Yacob McManaman Fletcher Chester | 5–3         | Leitch-Smith Duffy Purkiss Foley |

| The Hawthorns, West Bromwich Nézőszám: 13,915 Játékvezető: Keith Stroud |

| 2015. augusztus 26. 20:45 CEST |

| Barnsley (3)                        | 3–5 (h. u.) | Everton (1)                                           |
| ----------------------------------- | ----------- | ----------------------------------------------------- |
| Winnall 22' Watkins 28' Crowley 60' | Jegyzőkönyv | Mirallas 51' Naismith 59' Lukaku 78' 115' Roberts 96' |

| Oakwell, Barnsley Játékvezető: Simon Hooper |

## Harmadik kör
A harmadik kört 2015. augusztus 26-án sorsolták ki. A második körből továbbjutó 25 csapathoz csatlakoztak azok a Premier League-es csapatok, melyek előző szezonbeli eredményeik alapján indultak az európai kupasorozatokban (Chelsea, Manchester City, Arsenal, Manchester United, Tottenham Hotspur, Liverpool, Southampton, West Ham United). A mérkőzéseket szeptember 22-én és 23-án játszották.
| 2015. szeptember 22. 20:00 CEST |

| Middlesbrough (2)           | 3–0         | Wolverhampton Wanderers (2) |
| --------------------------- | ----------- | --------------------------- |
| Adomah 37' 64' Fabbrini 57' | Jegyzőkönyv |                             |

| Riverside Stadion, Middlesbrough Nézőszám: 13,368 Játékvezető: Kevin Wright |

| 2015. szeptember 22. 20:00 CEST |

| Hull City (2) | 1–0         | Swansea City (1) |
| ------------- | ----------- | ---------------- |
| Meyler 41'    | Jegyzőkönyv |                  |

| KC Stadium, Kingston upon Hull Nézőszám: 16,286 Játékvezető: James Linington |

| 2015. szeptember 22. 20:00 CEST |

| Leicester City (1) | 2–1 (h. u.) | West Ham United (1) |
| ------------------ | ----------- | ------------------- |
| Dodoo 6' King 116' | Jegyzőkönyv | Zárate 27'          |

| King Power Stadium, Leicester Nézőszám: 21,268 Játékvezető: Peter Bankes |

| 2015. szeptember 22. 20:00 CEST |

| Aston Villa (1) | 1–0         | Birmingham City (2) |
| --------------- | ----------- | ------------------- |
| Gestede 62'     | Jegyzőkönyv |                     |

| Villa Park, Aston, Birmingham Nézőszám: 34,442 Játékvezető: Robert Madley |

| 2015. szeptember 22. 20:00 CEST |

| Fulham (2) | 0–1         | Stoke City (1) |
| ---------- | ----------- | -------------- |
|            | Jegyzőkönyv | Crouch 33'     |

| Craven Cottage, London Nézőszám: 9,100 Játékvezető: Stuart Attwell |

| 2015. szeptember 22. 20:00 CEST |

| Sunderland (1) | 1–4         | Manchester City (1)                                         |
| -------------- | ----------- | ----------------------------------------------------------- |
| Toivonen 83'   | Jegyzőkönyv | Agüero 9' (11-esből) De Bruyne 25' Mannone 33' Sterling 36' |

| Stadium of Light, Sunderland Nézőszám: 21,644 Játékvezető: Roger East |

| 2015. szeptember 22. 20:00 CEST |

| Preston North End (2)              | 2–2 (h. u.) | AFC Bournemouth (1)         |
| ---------------------------------- | ----------- | --------------------------- |
| Hugill 84' Johnson 118' (11-esből) | Jegyzőkönyv | MacDonald 23' Pugh 96'      |
| Büntetőpárbaj                      |             |                             |
| Hugill Keane Reid Browne Johnson   | 2–3         | Stanislas Cook Gosling Pugh |

| Deepdale, Preston Nézőszám: 5,643 Játékvezető: Nigel Miller |

| 2015. szeptember 22. 21:00 CEST |

| Reading (2)  | 1–2         | Everton (1)              |
| ------------ | ----------- | ------------------------ |
| Blackman 36' | Jegyzőkönyv | Barkley 62' Deulofeu 73' |

| Madejski Stadium, Reading Nézőszám: 19,435 Játékvezető: Keith Hill |

| 2015. szeptember 23. 20:00 CEST |

| Norwich City (1)                      | 3–0         | West Bromwich Albion (1) |
| ------------------------------------- | ----------- | ------------------------ |
| Jarvis 62' Lafferty 85' Pocognoli 90' | Jegyzőkönyv |                          |

| Carrow Road, Norwich Nézőszám: 19,015 Játékvezető: Craig Pawson |

| 2015. szeptember 23. 20:00 CEST |

| Tottenham Hotspur (1) | 1–2         | Arsenal (1)     |
| --------------------- | ----------- | --------------- |
| Chambers 56'          | Jegyzőkönyv | Flamini 26' 78' |

| White Hart Lane, Tottenham, London Nézőszám: 35,687 Játékvezető: Andre Marriner |

| 2015. szeptember 23. 20:00 CEST |

| Crystal Palace (1)                                   | 4–1         | Charlton Athletic (2) |
| ---------------------------------------------------- | ----------- | --------------------- |
| Campbell 51' Gayle 59' (11-esből) 74' (11-esből) 86' | Jegyzőkönyv | Sarr 65'              |

| Selhurst Park, South Norwood, London Nézőszám: 16,576 Játékvezető: Neil Swarbrick |

| 2015. szeptember 23. 20:00 CEST |

| Newcastle United (1) | 0–1         | Sheffield Wednesday (2) |
| -------------------- | ----------- | ----------------------- |
|                      | Jegyzőkönyv | McGugan 76'             |

| St James’ Park, Newcastle upon Tyne Nézőszám: 33,986 Játékvezető: Christopher Kavanagh |

| 2015. szeptember 23. 20:00 CEST |

| Walsall (3)  | 1–4         | Chelsea (1)                               |
| ------------ | ----------- | ----------------------------------------- |
| O'Connor 45' | Jegyzőkönyv | Ramires 10' Rémy 41' Kenedy 52' Pedro 90' |

| Bescot Stadium, Walsall Nézőszám: 10,525 Játékvezető: Lee Mason |

| 2015. szeptember 23. 20:00 CEST |

| Milton Keynes Dons (2) | 0–6         | Southampton (1)                                       |
| ---------------------- | ----------- | ----------------------------------------------------- |
|                        | Jegyzőkönyv | Rodriguez 5' 48' (11-esből) Mané 10' 25' Long 68' 75' |

| Stadium:mk, Milton Keynes Nézőszám: 10,189 Játékvezető: Keith Stroud |

| 2015. szeptember 23. 21:00 CEST |

| Manchester United (1)                | 3–0         | Ipswich Town (2) |
| ------------------------------------ | ----------- | ---------------- |
| Rooney 23' Pereira 60' Martial 90+2' | Jegyzőkönyv |                  |

| Old Trafford, Old Trafford, Manchester Nézőszám: 56,607 Játékvezető: Simon Hooper |

| 2015. szeptember 23. 21:00 CEST |

| Liverpool (1)                    | 1–1 (h. u.) | Carlisle United (4)                |
| -------------------------------- | ----------- | ---------------------------------- |
| Ings 23'                         | Jegyzőkönyv | Asamoah 34'                        |
| Büntetőpárbaj                    |             |                                    |
| Milner Can Lallana Coutinho Ings | 3–2         | Grainger Dicker Joyce McQueen Héry |

| Anfield, Liverpool Nézőszám: 42,518 Játékvezető: Andrew Madley |

## Negyedik kör
A negyedik kört 2015. szeptember 23-án sorsolták ki. A mérkőzéseket október 27-én és 28-án játszották.
| 2015. október 27. 20:45 CET |

| Everton (1)                    | 1–1 (h. u.) | Norwich City (1)                           |
| ------------------------------ | ----------- | ------------------------------------------ |
| Osman 68'                      | Jegyzőkönyv | Bassong 51'                                |
| Büntetőpárbaj                  |             |                                            |
| Deulofeu Barkley Lukaku Gibson | 4–3         | Dorrans Whittaker Hoolahan Grabban Redmond |

| Goodison Park, Liverpool Nézőszám: 31,694 Játékvezető: Roger East |

| 2015. október 27. 20:45 CET |

| Sheffield Wednesday (2)                   | 3–0         | Arsenal (1) |
| ----------------------------------------- | ----------- | ----------- |
| Wallace 27' Lucas João 40' Hutchinson 51' | Jegyzőkönyv |             |

| Hillsborough Stadium, Sheffield Nézőszám: 35,065 Játékvezető: Graham Scott |

| 2015. október 27. 20:45 CET |

| Hull City (2)                              | 1–1 (h. u.) | Leicester City (1)                       |
| ------------------------------------------ | ----------- | ---------------------------------------- |
| Hernández 106'                             | Jegyzőkönyv | Mahrez 100'                              |
| Büntetőpárbaj                              |             |                                          |
| Hernández Maloney Huddlestone Akpom Meyler | 5–4         | Mahrez Drinkwater Inler Wasilewski Vardy |

| KC Stadium, Kingston upon Hull Nézőszám: 16,818 Játékvezető: Stuart Attwell |

| 2015. október 27. 20:45 CET |

| Stoke City (1)                            | 1–1 (h. u.) | Chelsea (1)                     |
| ----------------------------------------- | ----------- | ------------------------------- |
| Walters 52'                               | Jegyzőkönyv | Rémy 90+1'                      |
| Büntetőpárbaj                             |             |                                 |
| Adam Odemwingie Shaqiri Wilson Arnautović | 5–4         | Willian Oscar Rémy Zouma Hazard |

| Britannia Stadion, Stoke-on-Trent Nézőszám: 24,886 Játékvezető: Kevin Friend |

| 2015. október 28. 20:45 CET |

| Manchester City (1)                                                  | 5–1         | Crystal Palace (1) |
| -------------------------------------------------------------------- | ----------- | ------------------ |
| Bony 22' De Bruyne 44' Iheanacho 59' Touré 76' (11-esből) García 90' | Jegyzőkönyv | Delaney 89'        |

| Etihad Stadion, Manchester Nézőszám: 40,585 Játékvezető: Paul Tierney |

| 2015. október 28. 20:45 CET |

| Liverpool (1) | 1–0         | AFC Bournemouth (1) |
| ------------- | ----------- | ------------------- |
| Clyne 17'     | Jegyzőkönyv |                     |

| Anfield, Liverpool Nézőszám: 41,948 Játékvezető: Mike Jones |

| 2015. október 28. 20:45 CET |

| Southampton (1)      | 2–1         | Aston Villa (1)         |
| -------------------- | ----------- | ----------------------- |
| Josida 51' Pellè 77' | Jegyzőkönyv | Sinclair 90' (11-esből) |

| St. Mary’s Stadium, Southampton Nézőszám: 31,314 Játékvezető: Keith Stroud |

| 2015. október 28. 21:00 CET |

| Manchester United (1)        | 0–0 (h. u.) | Middlesbrough (2)                |
| ---------------------------- | ----------- | -------------------------------- |
|                              | Jegyzőkönyv |                                  |
| Büntetőpárbaj                |             |                                  |
| Rooney Pereira Carrick Young | 1–3         | Leadbitter Nugent Downing Gibson |

| Old Trafford, Manchester Nézőszám: 67,258 Játékvezető: Lee Mason |

## Ötödik kör
Az ötödik kört 2015. október 28-án sorsolták ki. A mérkőzéseket december 1-jén és 2-án játszották.
| 2015. december 1. 20:45 CET |

| Middlesbrough (2) | 0–2         | Everton (1)             |
| ----------------- | ----------- | ----------------------- |
|                   | Jegyzőkönyv | Deulofeu 20' Lukaku 28' |

| Riverside Stadion, Middlesbrough Nézőszám: 31,628 Játékvezető: Roger East |

| 2015. december 1. 20:45 CET |

| Stoke City (1)           | 2–0         | Sheffield Wednesday (2) |
| ------------------------ | ----------- | ----------------------- |
| Afellay 30' Bardsley 75' | Jegyzőkönyv |                         |

| Britannia Stadion, Stoke-on-Trent Nézőszám: 26,779 Játékvezető: Jonathan Moss |

| 2015. december 1. 20:45 CET |

| Manchester City (1)                      | 4–1         | Hull City (2)   |
| ---------------------------------------- | ----------- | --------------- |
| Bony 12' Iheanacho 80' De Bruyne 82' 87' | Jegyzőkönyv | Robertson 90+2' |

| Etihad Stadion, Manchester Nézőszám: 38,246 Játékvezető: Neil Swarbrick |

| 2015. december 2. 20:45 CET |

| Southampton (1) | 1–6         | Liverpool (1)                               |
| --------------- | ----------- | ------------------------------------------- |
| Mané 1'         | Jegyzőkönyv | Sturridge 25' 29' Origi 45' 68' 86' Ibe 73' |

| St. Mary’s Stadium, Southampton Nézőszám: 31,592 Játékvezető: Robert Madley |

## Elődöntők
Az elődöntőt 2015. december 2-án sorsolták ki. Az első mérkőzéseket január 5-én és 6-án, a visszavágókat január 26-án és 27-én játszották.

### 1. mérkőzés
| 2016. január 5. 21:00 CET |

| Stoke City (1) | 0−1         | Liverpool (1) |
| -------------- | ----------- | ------------- |
|                | Jegyzőkönyv | Ibe 37'       |

| Britannia Stadion, Stoke-on-Trent Nézőszám: 27,369 Játékvezető: Anthony Taylor |

| 2016. január 6. 21:00 CET |

| Everton (1)               | 2–1         | Manchester City (1) |
| ------------------------- | ----------- | ------------------- |
| Funes Mori 45' Lukaku 78' | Jegyzőkönyv | Navas 76'           |

| Goodison Park, Liverpool Nézőszám: 34,027 Játékvezető: Robert Madley |

### 2. mérkőzés
| 2016. január 26. 20:45 CET |

| Liverpool (1)                                  | 0−1 (h. u.) | Stoke City (1)                                           |
| ---------------------------------------------- | ----------- | -------------------------------------------------------- |
|                                                | Jegyzőkönyv | Arnautović 45+1'                                         |
| Büntetőpárbaj                                  |             |                                                          |
| Lallana Can Benteke Firmino Milner Lucas Allen | 6−5         | Walters Crouch Whelan Afellay Shaqiri van Ginkel Muniesa |

| Anfield, Liverpool Nézőszám: 43,091 Játékvezető: Jonathan Moss |

| 2016. január 27. 20:45 CET |

| Manchester City (1)                      | 3–1         | Everton (1) |
| ---------------------------------------- | ----------- | ----------- |
| Fernandinho 24' De Bruyne 70' Agüero 76' | Jegyzőkönyv | Barkley 18' |

| Etihad Stadion, Manchester Nézőszám: 50,048 Játékvezető: Martin Atkinson |

## Döntő
A döntőt 2016. február 28-án rendezték a Wembley-stadionban.
| 2016. február 28. 17:30 (CET) |

| Liverpool                  | 1 – 1                             | Manchester City                |
| -------------------------- | --------------------------------- | ------------------------------ |
| Coutinho 83'               | (0 – 0, 1 – 1, 1 – 1) Jegyzőkönyv | 49' Fernandinho                |
| Büntetőpárbaj              |                                   |                                |
| Can Lucas Coutinho Lallana | 1 – 3                             | Fernandinho Navas Agüero Touré |

| Wembley Stadion, London Nézőszám: 86 206 Játékvezető: Michael Oliver |

## Külső hivatkozások
- A Capital One Cup hivatalos weboldala

## Fordítás
- Ez a szócikk részben vagy egészben  a(z)   2015–16 Football League Cup című angol Wikipédia-szócikk fordításán alapul.  Az eredeti cikk szerkesztőit annak laptörténete sorolja fel. Ez a jelzés csupán a megfogalmazás eredetét és a szerzői jogokat jelzi, nem szolgál a cikkben szereplő információk forrásmegjelöléseként.